# Cheval androcéphale

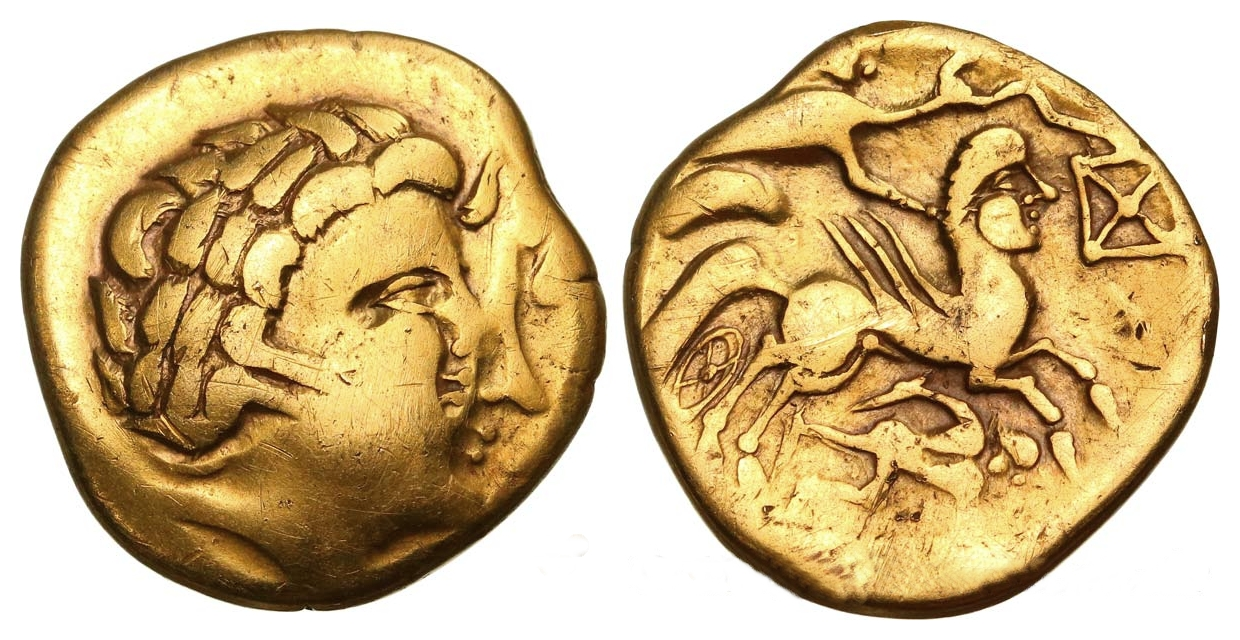
Cheval androcéphale ailé (à droite) sur un statère en or des Cénomans.

Le cheval androcéphale est un motif de cheval à tête humaine et attributs masculins, présent sur de nombreuses pièces de monnaie celtiques de l'Antiquité frappées par des peuples celtes établis sur la façade atlantique, surtout en Armorique. Ce motif est présent sur les monnaies des Vénètes, des Aulerques Cénomans et des Trévires. Il orne également un couvercle de cruche retrouvé à Reinheim dans l'ouest de l'Allemagne. 
L'origine et le sens de ce motif, en particulier son lien éventuel avec la mythologie celtique, restent cependant obscurs. Les possibilités vont d'une inspiration du mythe du centaure à une représentation du Dieu Sucellos, en passant par un pendant masculin de la déesse Épona, et un symbole de la puissance vitale guerrière. 
Des pièces de monnaie celtiques au cheval androcéphale sont notamment conservées au musée de Bretagne, à Rennes.

## Description

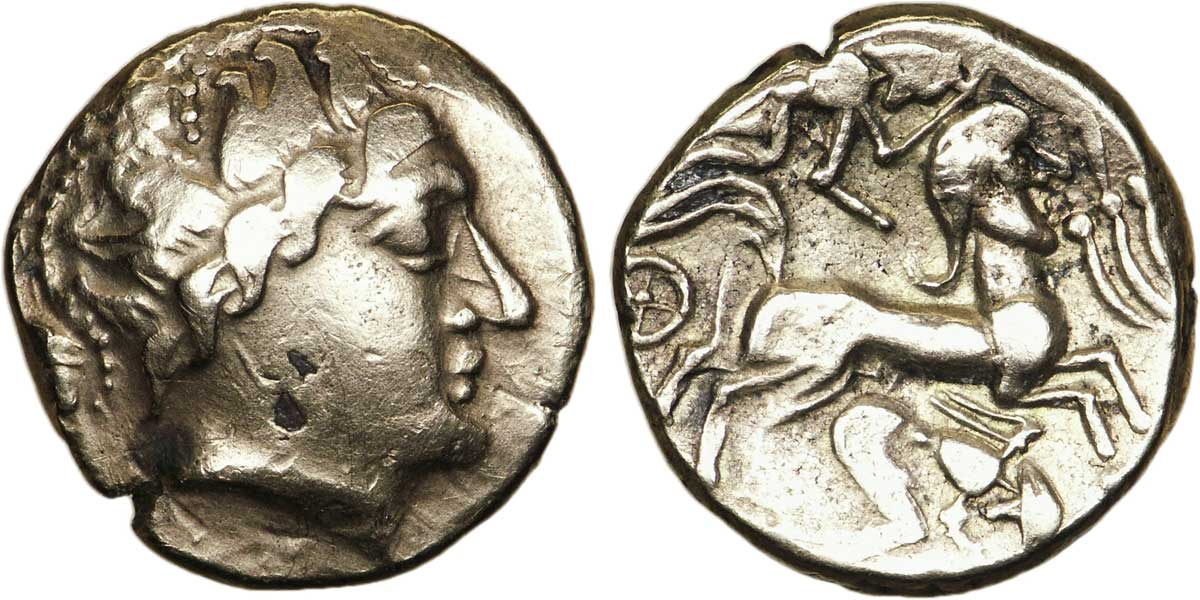
Cheval androcéphale sur un statère frappé par les Andécaves.

Un cheval androcéphale est un motif de cheval doté d'une tête humaine masculine, sans buste ni bras, au contraire d'un centaure. Son pénis est généralement représenté de façon évidente, peut-être pour symboliser sa virilité. Plus rarement, il est figuré ailé ; c'est le cas chez les Aulerques Cénomans. De manière générale, sa représentation évoque davantage l'animalité que celle du centaure.
Ce motif est fréquemment figuré courant à droite, sur le revers des pièces de monnaie. Il peut aussi tirer un char ou bien une roue.
Il peut être accompagné de représentations de personnages terrassés sous ses sabots, souvent ailés. Enfin, le cheval androcéphale peut être guidé par un aurige fantastique.

## Fréquence et localisation des représentations

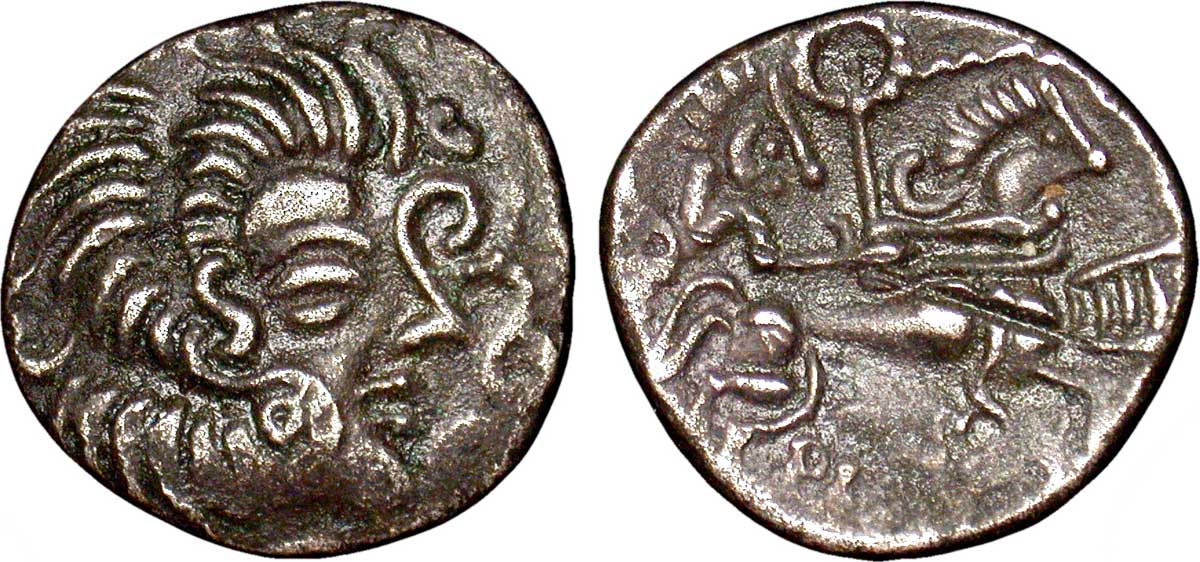
Statère de billon frappé par les Coriosolites, vers 80-50 AC. Cheval androcéphale bridé, galopant à droite ; au-dessus, restes de la tête de l'aurige et hampe pointée ; entre les jambes, un sanglier enseigne ; devant le cheval, une barrière.

D’après l'archéologue Venceslas Kruta, le cheval est l’un des thèmes les plus fréquents dans l'art celte, sur cinq siècles. Cette fréquence est plus particulièrement constatée sur le revers des pièces de monnaie, le cheval étant de très loin le motif prédominant,. Les plus anciennes pièces de monnaie celtes retrouvées datent d'environ 300 av. J.-C., et copient initialement des monnaies grecques, notamment celles de Philippe II. D'après les archéologues Katherine Gruel et Eneko Hiriart, l'iconographie des premières pièces « véhicule des valeurs aristocratiques reconnues dans le monde celtique : l’héroïsation du chef, l’exploit militaire, l’importance du char, etc ». Ces premières copies reprennent au revers le char qui figurait sur les pièces copiées, puis s'en émancipent peu à peu à partir de la fin du IIIe siècle av. J.-C., en adoptant leur propre iconographie, caractérisée par une grande diversité. Une vaste mythologie se développe autour du cheval, chaque atelier monétaire celte développant sa propre figuration de cet équidé. Parmi cette diversité de représentations, l'une des plus singulières est le motif du cheval androcéphale, caractéristique des peuples celtes établis sur la façade atlantique depuis l'estuaire de la Gironde jusqu'à la côte normande. 
Selon le répertoire dressé par Henri de La Tour en 1892 sur la base du cabinet des médailles de la BnF, sur 1 570 revers de pièces conservées, 1 169 ont pour motif un cheval, dont 139 un cheval androcéphale, soit 9 % du total.
Ce cheval androcéphale est présent sur tous les monnayages retrouvés en Armorique celtique, depuis les plus anciens existants jusqu'à l'époque d'Auguste. Ce type de représentation a été retrouvé chez les Vénètes, les Aulerques Cénomans et les Trévires. Des pièces similaires ont été retrouvées chez les Éduens, et sporadiquement en Gaule belgique. Ces pièces de monnaie sont décrites au XIXe siècle.
Le motif du cheval androcéphale est présent sur d'autres supports de représentations du bestiaire celtique. Un couvercle de cruche portant ce motif a été retrouvé à Reinheim.

## Origine et signification

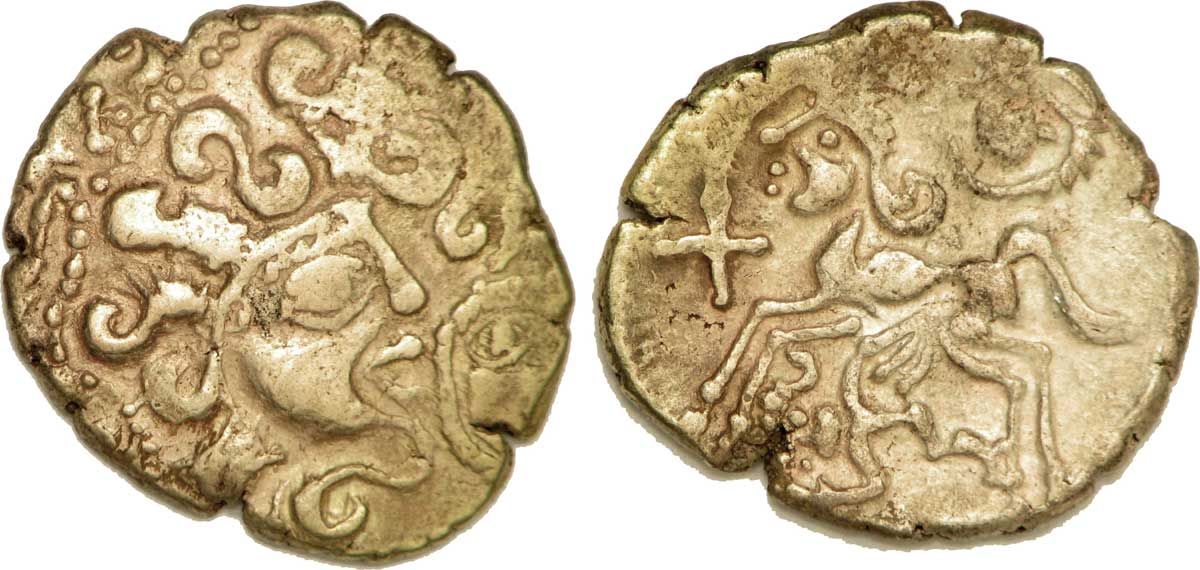
Statère d'électrum vénète, vers 80-50 AC. Cheval androcéphale à gauche ; un petit personnage recroquevillé et ailé entre les jambes du cheval ; au-dessus de la croupe, une tête coupée terminée par une croix en guise de stimulus devant le poitrail du cheval.

Le cheval androcéphale est un motif purement celtique.
Si une inspiration du mythe grec du centaure a été évoquée, elle est réfutée par la plupart des spécialistes récents, notamment à cause des différences morphologiques,,. Kruta estime que le seul point commun entre les deux motifs est d’associer un homme à un cheval, aucun élément ne permettant d’établir une filiation.
Il est possible que le cheval androcéphale corresponde au pendant masculin de la déesse Épona, au dieu Apollon Maponos, ou au dieu gallois Mabon. Il est également suggéré que sa représentation fantastique symbolise la puissance vitale des guerriers. En effet, le cavalier militaire apparaît au sommet de la hiérarchie sociale guerrière des Celtes. 
Gruel et Hiriart soulignent que la fusion du corps de l'homme et du cheval se retrouve dans la légende bretonne du roi Marc'h, doté d'oreilles de cheval.

## Conservation
Un grand nombre de pièces à motif de cheval androcéphale sont conservées au musée de Bretagne, à Rennes. 